# Lil Nas X
Montero Lamar Hill (Lithia Springs, 9 april 1999), beter bekend als Lil Nas X, is een Amerikaanse rapper, zanger en songwriter.

## Biografie
Lil Nas X is bekend van het nummer Old Town Road, waarvan hij in 2019 een remix uitbracht samen met countryzanger Billy Ray Cyrus. Old Town Road werd een grote hit nadat het nummer viraal ging op de app TikTok. Voor hij het op muzikaal vlak maakte, was hij al zeer bekend op Twitter. Zijn video voor Montero (Call Me by Your Name) ontving kritieken vanwege de Bijbelse verwijzingen naar Satan. Zijn debuutalbum Montero kwam uit op 17 september 2021.

## Privéleven
Op 30 juni 2019 maakte hij bekend homoseksueel te zijn.

## Discografie

### Albums
| Album           | Verschijnen       | Label    | Hitlijsten | Hitlijsten | Hitlijsten | Hitlijsten | Hitlijsten | Hitlijsten |
| Album           | Verschijnen       | Label    | BE (VL)    | BE (VL)    | NL         | NL         | VK         | VS         |
| Album           | Verschijnen       | Label    | Piek       | Weken      | Piek       | Weken      | Piek       | Piek       |
| --------------- | ----------------- | -------- | ---------- | ---------- | ---------- | ---------- | ---------- | ---------- |
| 7 (EP)          | 21 juni 2019      | Columbia | 15         | 23         | —          | —          | 23         | 2          |
| Montero (Album) | 17 september 2021 | Columbia | 3          | 40         | 3          | 40         | 2          | 2          |

### Singles
| Single                              | Verschijnen       | Album   | Hitlijsten | Hitlijsten | Hitlijsten | Hitlijsten | Hitlijsten | Hitlijsten | Hitlijsten | Hitlijsten |
| Single                              | Verschijnen       | Album   | BE (VL)    | BE (VL)    | NL40       | NL40       | NL100      | NL100      | VK         | VS         |
| Single                              | Verschijnen       | Album   | Piek       | Weken      | Piek       | Weken      | Piek       | Weken      | Piek       | Piek       |
| ----------------------------------- | ----------------- | ------- | ---------- | ---------- | ---------- | ---------- | ---------- | ---------- | ---------- | ---------- |
| Old Town Road (met Billy Ray Cyrus) | 5 april 2019      | 7       | 1 (11 wk)  | 37         | 5          | 22         | 1 (5 wk)   | 50         | 1          | 1          |
| Panini                              | 20 juni 2019      | 7       | 38         | 9          | —          | —          | 45         | 8          | 21         | 5          |
| Holiday                             | 13 november 2020  | -       | 9          | 13         | —          | —          | 39         | 10         | 41         | 37         |
| Montero (Call Me by Your Name)      | 26 maart 2021     | Montero | 2          | 25         | 5          | 19         | 2          | 33         | 1          | 1          |
| Industry Baby (met Jack Harlow)     | 23 juli 2021      | Montero | 19         | 21         | 27         | 6          | 10         | 31         | 5          | 1          |
| Thats What I Want                   | 17 september 2021 | Montero | 11         | 31         | 9          | 18         | 22         | 33         | 10         | 10         |
| Star Walkin'                        | 15 oktober 2022   | -       | 26         | 14*        | 8          | 24         | 28         | 17*        |            |            |
| Here We Go!                         | 27 juni 2024      | -       | -          | -          | -          | -          | -          | -          | -          |            |

### Overige nummers in de hitlijsten
| Nummer              | Album | Hitlijsten | Hitlijsten | Hitlijsten | Hitlijsten | Hitlijsten | Hitlijsten | Hitlijsten | Hitlijsten |
| Nummer              | Album | BE (VL)    | BE (VL)    | NL40       | NL40       | NL100      | NL100      | VK         | VS         |
| Nummer              | Album | Piek       | Weken      | Piek       | Weken      | Piek       | Weken      | Piek       | Piek       |
| ------------------- | ----- | ---------- | ---------- | ---------- | ---------- | ---------- | ---------- | ---------- | ---------- |
| Rodeo (met Cardi B) | 7     | —          | —          | —          | —          | —          | —          | 55         | 22         |

- Bibsys: 1615360583152
- Bibliothèque nationale de France: cb17879682z (data)
- Gemeinsame Normdatei: 1184637822
- International Standard Name Identifier: 0000 0004 7608 0561
- Library of Congress Control Number: no2019122757
- MusicBrainz: 0b30341b-b59d-4979-8130-b66c0e475321
- Virtual International Authority File: 11155646204818212792
- WorldCat: E39PBJqfHFT48K8jB6XjPthT73